# هوخشپایر
هوخشپایر (به آلمانی: Hochspeyer) یک شهر در آلمان است که در Landkreis Kaiserslautern واقع شده‌است. هوخشپایر ۴٬۶۸۰ نفر جمعیت دارد.

## خواهرخوانده
شهر لویتنبرگ خواهرخواندهٔ هوخشپایر هست.